# Urup
Urup var en dansk uradelsätt från Skåne, som förmodligen härstammar från von Beutelsbach i Württemberg. Under medeltiden skapade de sig en betydande ställning som frälseätt. Ätten har sitt namn efter godset Ugerup, som idag är en herrgård i Köpinge socken i Kristianstads kommun i Skåne.
Vapen: ett vädurshorn, som förs i flera olika varianter. På hjälmen två röda vädurshorn

## Historia
Godset Ugerup tillhörde på 1380-talet släkten Krognos, och därefter av den släkt, som från godset fick namnet Urup, när Jens Holgersson Urup flyttade från Danmark till Ugerup, och övergick på 1700-talet släkten Barnekow och på 1800-talet bland annat den danska släkten Reventlow. 

## Utvalda medlemmar
1. Jens Holgersson Urup skall ha dött på Ugerup och begravts i Ystads Klosterkyrka, i Skåne. 
  1. Peder Jenssen Urup
    1. Erik Pedersen Urup, 
      1. 1. Holger Jensen Urup, til Ugerup, död efter 1422.
        1. Jens Holgersen Urup 
          1. Peder Jensen Urup
            1. Erik Pedersen (Urup), gift 1) med Marine Jonsdatter Galen, och 2) med Birgitta Bengtsdotter (båt) och 3) med Anne Eriksdatter Ulfstand. Barn: [2]
              1. Christine Eriksdatter Urup, gift med Erik Pedersen Ryning. De fick sonen Bengt Ryning, till Grensholmen. Se vidare ätten Ryning.
              2. Peder Eriksen Urup, gift med Christina Tordsdotter (Store) (änka efter Brynte Bertilsson (Lilliehöök af Kolbäck), se vidare antavlan till Erik Gustafsson (Stenbock).
              3. Karin Eriksdatter Urup
              4. Anne Eriksdatter Urup

Erik Pedersen Urup ägde ett antal gods, varav några kom från svärfadern Bengt Dansson (båt), via Sven Sture och Bo Stensson (Natt och Dag). 
Kerstins (Christine) efterkommande ärvde hennes svenska jord. Birgitta nämns i livet senast 4 oktober 1474. En arvskifteshandling från 1489 visar att hon och dottern Kerstin då var avlidna. Arvet delades då mellan barnbarnen Bengt och Nils Ryning samt deras svåger Påvel Kyle, på systern Sigrids vägnar. Godset låg i Handbörds, Stranda och Tunaläns härader, samt i någon mån i Möre och i Aska härad i Östergötland.
- Åke Ugerup, var förste kände ägaren av det gods som idag heter Ovesholms_slott, men från början hette Träne. Ove Urup kallade gården Åkesholm 1580. Ove Urup uppges 1620 ha flyttat gården till norra ändan av den lilla sjö, vid vars västra strand den nuvarande huvudbyggnaden ligger. Det är från honom namnet Ovesholm kommer.
- Axel Urup är känd från en arvstvist med Joachim Trolle. [6]

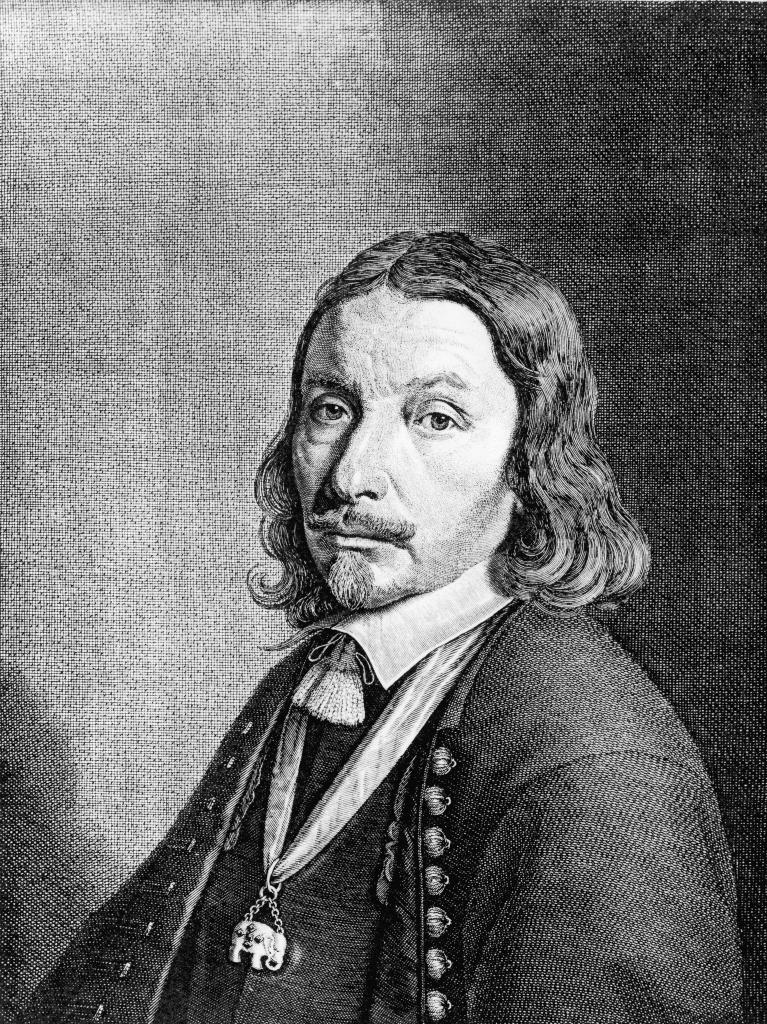
Axel Axelsson Urup

- Axel Axelsson UrupAxel Axelsson Urup, (1601-1671), danskt riksråd och krigare, 1640-talet ägare av godset Bälteberga när han 1649 fått patronatsrätten till Ottarps socken. Axel Urup var under Karl X Gustavs första danska krig 1657–58 framgångsrik som överbefälhavare för de danska trupperna i Skåne och är omnämnd vid slagen slaget vid Ängelholm och Slaget vid Genevadsbro år 1657. Han anlade vid Kielviken på 1630-talet den lilla fästningen Kristianspriis (nu Friedrichsort), som 1643 stormades av svenskarna. Från 1647 ledde Urup utvidgningen av Köpenhamns fästningsverk och blev 1655 riksråd. Han var anförare för hären i Skåne 1657. Han var en av de danska förhandlarna vid Freden i Roskilde 1658. Han deltog sedan i försvaret av Köpenhamn 1658-59 och ledde den danska sidan i fredsförhandlingarna vid Freden i Köpenhamn i mars 1660. Vid Skånes övergång till Sverige i och med freden, drogs Bälteberga in av den svenska kronan, men återlämnades till Urup efter freden i Köpenhamn 1660. Efter enväldets införande samma år blev han assessor i krigskollegiet, Paret Urup efterlämnade inga avkommor och 1671 sålde deras arvingar godset till den franske greven Per Larsson Sparre. Med honom utgick den adliga släkten Urup.
- Henning Urup, känd från Nordisk förening för folkdansforskning.